# USS Sovereign (NCC-73811)
La USS Sovereign, es una nave ficticia del universo Star Trek, perteneciente a La Flota Estelar, de la Federación Unida de Planetas

## Construcción
Comisionada a principios del Siglo 24 y botada en los Astilleros de San Francisco, el USS Sovereign fue estrenado con el número de identificación NX-73811, dado que fue la primera nave de Clase Sovereign en ser construida. Posteriormente el USS Enterprise E sería perteneciente a esta clase también.

## Características
Su introducción en la Flota Estelar signficó un cambio importante en todos los ámbitos de ésta, ya que el Sovereign aumentaba la velocidad máxima de warp a 9.99 durante 36 horas; también portaba un tubo lanzatorpedos quantum de fuego rápido e incluía sensores holográficos por toda la estructura. En una entrevista, Rick Sternbach afirmó que en un futuro alternativo, cuando se establece la existencia del USS Enterprise J, podría existir también el USS Sovereign NCC-73811-A, añadiendo que las características del Sovereign podrían haberse visto mejoradas lo suficiente para poder combatir en este futuro alternativo. Algunas de estas características serían la capa de 50 cm de espesor de Tritanium de Armadura Ablativa que se habían añadido al USS Roswell, Clase Galaxia mejorada; o también el aumento de torpederas y de capacidad de almacenaje para más torpedos, tanto quantum como de fotones. 
Otras características en cuanto a armas es que posee 16 Bancos de Phasers Tipo XII, 3 Lanzadores de torpedos de fotones delanteros, 5 lanzadores de torpedos de fotones traseros  y adicionalmente 1 Lanzador de torpedos Quantum de fuego rápido
En cuanto a los escudos mejorados de esta nave, posee  Escudos a 5.737.500 Tera Joules, casco Doble de Duranium y Tritanium pesado de 10 cm de espesor de armadura ablativa y un campo de Integridad Estructural de Nivel Alto.

## En Videojuegos
Es en el videojuego de Bridge Commander donde el USS Sovereign adquiere mayor importancia dándole su número de serie NX-73811, luego NCC.En Star Trek Legacy, podemos elegir el nuevo USS Sovereign, creado por los jugadores, cuyas nuevas características serían:
- Mayor velocidad
- Incremento de capacidad de daño de phasers
- Capacidad de Camuflaje

## En la realidad
Dos pequeños buques llamados USS Sovereign estuvieron en servicio en la Armada estadounidense, uno a mediados del siglo XIX y el otro a principios del XX.
La empresa de cruceros Royal Caribbean, construyó el que en su día fue el mayor barco de cruceros llamado Sovereign.[cita requerida] Actualmente navega para la española Pullmantur, que pertenece a Royal caribbean.